# Gördes
Gördes is een Turks district in de provincie Manisa en telt 33.171 inwoners (2007). Het district heeft een oppervlakte van 947,44 km².
De bevolkingsontwikkeling van het district is weergegeven in onderstaande tabel.
| 1997   | 2000   | 2007   |
| ------ | ------ | ------ |
| 38.516 | 38.110 | 33.171 |